# Ca n'Oliveras
|  | No s'ha de confondre amb Ca n'Oliver (l'Hospitalet de Llobregat). |

Ca n'Oliveras és un casal noucentista protegit com a bé cultural d'interès local del municipi de l'Hospitalet de Llobregat (Barcelonès).

## Descripció
És un casal de planta baixa i dos pisos amb i teulada a quatre vessants de teula àrab. Al centre del primer pis hi ha una gran tribuna amb columnes dòriques i que la part superior fa de terrassa del segon pis. Els murs són de maó arrebossat i té esgrafiats de motius florals i àngels, al mig, al costat dret i a les llindes de les obertures. Al costat esquerre hi ha un quadre de ceràmica pintada amb la representació d'una estació del Via Crucis. Aquestes escenes es repeteixen en vàries cases del carrer Major i Enric Prat de la Riba, representant cadascuna un moment diferent del Calvari.
La façana de la Riera de la Creu és molt més senzilla, amb totes les obertures emmarcades amb vasa d'adorn llisa. L'única decoració es concentra a l'extrem del mur, amb esgrafiats de línies ondulants en forma d'ones, localitzats a totes les cantonades de l'edifici. Una torre-mirador descansa sobre la teulada composta i el cos annex a aquesta façana és de base quadrada amb coberta de quatre vessants. Tant la teulada de la torre com la de l'edifici són rematades amb hídries.

## Història
El nom popular es deu al fet que era el domicili habitual de la família Oliveras, propietària de la primera línia d'autobusos que circulà inicialment entre l'Hospitalet (centre) i el límit del barri de Sants, i que amb el temps va anar incrementant en extensió i quantitat els seus recorreguts fins a crear una xarxa de transport públic entre l'Hospitalet i les ciutats que l'envolten (Barcelona, Cornellà, Esplugues, etc.). Actualment la casa està deshabitada.